# جيري باتلر
جيري باتلر هو لاعب هوكي الجليد كندي، ولد في 27 فبراير 1951 في سارنيا في كندا.

## وصلات خارجية
- جيري باتلر على موقع دوري الهوكي الوطني (الإنجليزية)
- جيري باتلر على موقع قاعة مشاهير الهوكي (لاعب أن.إتش.أل) (الإنجليزية)
- جيري باتلر على موقع EliteProspects.com (الإنجليزية)
- جيري باتلر على موقع HockeyDB.com (الإنجليزية)
- جيري باتلر على موقع Hockey-Reference.com (الإنجليزية)